# Сьюдад-Реаль (провінція)
Сьюда́д-Реа́ль (ісп. Ciudad Real) — провінція в центрі Іспанії у складі автономного співтовариства Кастилія-Ла-Манча. Вона межує з провінціями Куенка, Альбасете, Хаен, Кордова, Бадахос і Толедо. Адміністративний центр — місто Сьюдад-Реаль.
Площа провінції — 19 813 км². Населення — 527 273 особи; густота населення — 26,61 особи/км². Адміністративно поділяється на 102 муніципалітети.